# ジェフ・シーガル
ジェフ・シーガル（Jeff Siegal）はアメリカの演出家。

## 人物・来歴
アニメ映画『サイボーグ009 超銀河伝説』（1980年）の制作協力のため、来日。サイボーグ008（ピュンマ）のキャラクター造形についてアドバイスをほどこし、唇が強調された容姿を修正させた。以後、「サイボーグ009」においてはピュンマの唇が控えめに描かれるようになった。
ジェフ・シーガルは、同時期円谷プロと接触し、「アメリカ版ウルトラマン」制作を試みる。日本のウルトラマンを何世代か未来に進めた世界が舞台。登場ウルトラマン名は「ウルトラマンヴォルカン」。しかし、結局制作は実現しなかった。以後、制作された『ウルトラマンUSA』の関連は不明だが、クリエイティブプロデューサーとしてシーガルの名がクレジットされている。
サイボーグ009の制作来日時に『スター・ウォーズ』(1977年公開)の脚本家・プロット・制作協力等の肩書きで紹介されたが、「スター・ウォーズ」のスタッフ項目には該当名が全く存在せず、本人も正誤について歯切れの悪い発言を繰り返している。